# 伯溫海茨 (馬里蘭州)
伯溫海茨（英語：Berwyn Heights）是一個位於美國馬里蘭州佐治王子縣的市鎮。

## 人口
根據2020年美國人口普查的數據，伯溫海茨的面積為1.80平方千米，當中陸地面積為1.80平方千米，而水域面積為0.00平方千米。當地共有人口3345人，而人口密度為每平方千米1,858人。